# Philip Francis Nowlan
Philip Francis Nowlan   (Filadèlfia, 13 de novembre de 1888 - Filadèlfia, 1 de febrer de 1940) va ser un escriptor nord-americà de ciència-ficció, més conegut com el creador de Buck Rogers.

## Biografia
Nowlan va néixer el 13 de novembre de 1888. Mentre assistia a la Universitat de Pennsilvània, Nowlan va ser membre de The Mask and Wig Club, ocupant papers importants a les produccions anuals entre 1907 i 1909. Després d'assistir a la Universitat de Pennsilvània, va treballar com a columnista d'un diari. Nowlan estava casat amb Theresa Junker i van tenir deu fills.
Es va traslladar al suburbi de Filadèlfia de Bala Cynwyd i va crear i escriure la tira còmica de Buck Rogers, il·lustrada per Dick Calkins. Va escriure els guions a la tira fins al 1939. La tira còmica es va publicar entre 1929 i 1967. Els spin-off inclouen una sèrie de ràdio Buck Rogers in the 25th Century (esporàdicament emesa entre 1932 i 1947), una sèrie de pel·lícules de 1939 Buck Rogers, una breu sèrie de televisió de 1950-51 i una sèrie de televisió de 1979-1981 Buck Rogers in the 25th Century.
Nowlan també va escriure diverses altres novel·les per a les revistes de ciència-ficció, així com el misteri publicat pòstumament, The Girl from Nowhere. Va morir d'un ictus a casa seva a Bala el 1940.

## Obres
- Armageddon 2419 A.D. (1928)
- The Girl from Nowhere (1928, ISBN 0-8095-0038-8 (Neuauflage von 2005)
- The Airlords of Han (1929)
- The Onslaught from Venus (1929)
- The Time Jumpers (1934)
- The Prince of Mars Returns (1940)
- Space Guards (1940)
- Wings Over Tomorrow: The Collected Science Fiction of Philip Francis Nowlan (2005,ISBN 0-8095-1095-2)[3]